# 정병학
정병학(鄭炳學, 1927년 12월 7일~ )은 대한민국의 정치인이다. 제10대 국회의원을 지냈다.

## 학력
- 연세대학교 정치외교학과 학사 졸업
- 서울대학교 행정대학원 행정학 석사 수료
- 미국 하딘 시몬스 대학교 스위트워터 신학대학원 신학박사 졸업

## 경력
- 민주공화당 중앙훈련원, 교수실장 기획조정실장, 사무차장
- 중앙공무원 교육원 강사
- 침례신학대학교 강사
- 연세대학교 신과대학 겸임교수
- 기독교 세계복음선교회 이사장
- 대한역도연맹 상임고문
- 헌정회 운영위원
- 헌정회 기도회 회장

## 역대 선거 결과
|  | 0% |

|  | 13.3% |